# Ванкеев, Бато-Мунко Демьянович
Бато-Мунко Демьянович Ванке́ев (род. 4 февраля 1977, Могсохон, Бурятская АССР) — российский и белорусский боксёр-любитель и тренер. Мастер спорта международного класса по боксу, член Олимпийской сборной Белоруссии на Олимпийских играх 2004 года, бронзовый призёр чемпионата Европы (2006) в любителях.

## Биография
Ванкеев побеждал в российских региональных соревнованиях в составе бурятского клуба «Ника», затем переехал в Якутию, но поскольку за этот регион в его весовой категории выступал местный Георгий Балакшин, которому он дважды уступал в финале чемпионата России (2002, 2003), то он принял решение выступать за Белоруссию. По условиям договора между двумя сторонами[какими?] гражданин России, представлявший какую-либо другую страну, в случае, если жребий сводил его со своим соотечественником, был обязан отдать этот поединок, что случилось в первом же раунде чемпионата Европы 2004 года, когда Ванкеев был вынужден отказаться от боя с Балакшиным. Тем не менее ему удалось пройти отбор на Олимпийские игры через победу в турнире «Феликс Штамм». Однако команда спортсмена прогадала с пиком формы, и на самих Играх он выступал уже на спаде, уступив в первом же раунде доминиканцу Хуану Карлосу Пайано.
Помимо «бронзы» чемпионата Европы 2006 года на счету Ванкеева выступление на четырёх чемпионатах мира (2003, 2005, 2007, 2009) и двух Кубках мира (2002, 2005).
По окончании карьеры спортсмена вернулся в Бурятию, где работает старшим тренером в «Номто» и республиканской школе олимпийского резерва.
С апреля 2021 года на основании решения правительства Сербии, стал натурализованным гражданином Сербии.

## Личная жизнь
Шестой и последний ребёнок в семье, к 2003 году остался без родителей. Жена — Вика, дочь — Арюна, сын — Айдар и младший Арсалан.
Выпускник БГУ (2001), окончил факультет физической подготовки, до этого получил специальность «реставратор памятников и деревянного зодчества».